# Alfredo Casella
Alfredo Casella (ur. 25 lipca 1883 w Turynie, zm. 5 marca 1947 w Rzymie) – włoski kompozytor, pianista, dyrygent i muzykolog.

## Życiorys
Rodzina Caselli posiadała wiele muzyków; jego pradziadek, przyjaciel Paganiniego, grał pierwszą wiolonczelę w Teatrze św. Karola w Lizbonie, później zostając solistą w Królewskiej Kaplicy w Turynie. Ojciec Alfreda, Carlo Casella, również był profesjonalnym wiolonczelistą, tak jak jego bracia, Cesare i Giacchino; jego matka była pianistką i udzielała chłopcu jego pierwszych lekcji muzyki.
Alfredo wstąpił do Konserwatorium Paryskiego w 1896 aby studiować fortepian u Louisa Diémera oraz kompozycję u Gabriela Fauré; u tych samych nauczycieli studiowali George Enescu i Maurice Ravel. Podczas jego okresu paryskiego, poznał Claude'a Debussy'ego, Igora Strawinskiego i Manuela de Fallę, miał także kontakt z Ferruccio Busonim, Gustavem Mahlerem oraz Richardem Straussem.
Casella rozwinął w sobie głęboki podziw dla Debussy'ego po usłyszeniu jego Prélude à l'après-midi d'un faune w 1898, choć jego własne dzieła korzystały z technik romantyzmu (podobnie jak te Straussa czy Mahlera), zamiast zwracać się ku impresjonizmowi. Jego pierwsza symfonia, z 1905 roku, jest właśnie z tego okresu. Właśnie swoją pierwszą symfonią Casella zadebiutował jako dyrygent - prowadził on jej premierę w Monte Carlo w 1908. (W latach 1927-1929 Casella był głównym dyrygentem orkiestry Boston Pops, gdzie był później zastąpiony przez Arthura Fiedlera).
Po powrocie do Włoch podczas I wojny światowej, zaczął on udzielać lekcji fortepianu w Akademii Muzycznej św. Cecylii w Rzymie. Był jednym z najbardziej znanych włoskich wirtuozów fortepianu swojego pokolenia, i razem z Arturo Boruccim (wiolonczela) oraz Alberto Poltronierim (skrzypce), utworzył Trio Italiano, w 1930. Grupa ta spotykała się z wielkim uznaniem w Europie i w Ameryce. Wzrost jego znaczenia jako pianisty i jego praca z Trio to okres powstawania niektórych z jego najbardziej znanych kompozycji, takich jak A notte alta, Sonatina, Nove Pezzi i Siedem studiów, op. 70, na fortepian. Specjalnie z myślą o repertuarze Trio napisał Sonatę a Tre i Potrójny koncert.
Największy sukces wśród prac Caselli odniósł jego balet La Giara, napisany do scenariusza Luigiego Pirandelliego; inne ważne dzieła z tego okresu to Italia, Concerto Romano, Partita i Scarlattiana na fortepian i orkiestrę, koncerty na wiolonczelę i skrzypce, Paganiniana oraz Koncert na fortepian, instrumenty skrzypcowe, perkusję i kotły. Wśród jego muzyki kameralnej, obie sonaty na wiolonczelę są dość często grane współcześnie, tak samo jak późna Sonata na harfę i cała jego twórczość na flet i fortepian. Casella stworzył także taśmy muzyczne na pianolę - wszystkie z nich przetrwały do dzisiaj. W 1923, razem z Gabrielem D’Annunziem i Gianfrancesciem Malipierim z Wenecji stworzył organizację mającą na celu promocję ówczesnej włoskiej muzyki współczesnej, zwanej „Korporacją Nowej Muzyki”.

### Casella a Vivaldi
Przywrócenie ogólnej uwagi pracom Antonia Vivaldiego w XX wieku jest głównie zasługą Caselli, który w 1939 zorganizował historyczny Tydzień Vivaldiego, w który zaangażowany był również poeta Ezra Pound. Po tym wydarzeniu, kompozycje Vivaldiego spotykały się prawie za każdym razem z sukcesem, a autentystyczne koncerty jego muzyki na nowo przywróciły go do sławy. W 1947, wenecki przedsiębiorca Antonio Fanna stworzył Włoski Instytut Antonia Vivaldiego, z kompozytorem Malipierem jako jego dyrektorem artystycznym, mając na celu promocję muzyki Vivaldiego i wydawanie nowych edycji jego dzieł. Praca Caselli w imieniu jego muzycznych przodków włoskiego baroku umieściła go w centrum neoklasycystycznego odrodzenia we wczesnym XX wieku, wywierając także wpływ na jego własne utwory.

### Casella a Włochy
Zazwyczaj generazione dell'ottanta ("generacja z 80."), zawierająca w sobie m.in. samego Casellę, Gian Francesco Malipiera, Ottorina Respighiego, Ildebranda Pizzettiego oraz Franco Alfana - wszyscy urodzeni ok. 1880, pokolenie post-Pucciniowskie - koncentrowała się na pisaniu prac instrumentalnych bardziej niż oper, w których Puccini i jego muzyczni naśladowcy się specjalizowali. Członkowie tego pokolenia byli dominującymi postaciami włoskiego życia muzycznego po śmierci Pucciniego w 1924; posiadali oni swoje odpowiedniki we włoskiej literaturze i malarstwie. Casella, który był bardzo zainteresowany malarstwem, zgromadził sporą kolekcję obrazów i rzeźb. Był być może najbardziej "międzynarodowym" w swoich inspiracjach stylistycznych i perspektywach z całej generazione dell'ottanta, przynajmniej część swojej muzycznej edukacji odbywając w Paryżu i zaprzyjaźniając się z wieloma kompozytorami zagranicznymi w czasie jego pobytu tamże.

## Publikacje
- The Evolution of Music Throughout the History of the Perfect Cadence (Londyn, 1924)
- Igor Strawinsky (Rzym, 1926)
- ...21 + 26, autobiografia (Rzym, 1931)
- Il Pianoforte (Rzym-Mediolan, 1937)
- La Tecnica dell'Orchestra Contemporanea (Rzym i Nowy Jork, 1950)
- Music in My Time, autobiografia
- wiele artykułów w czasopismach muzycznych